# ماريا تيريزا سانشيز
ماريا تيريزا سانشيز (بالإسبانية: María Teresa Sánchez)‏ هي كاتِبة وشاعرة نيكاراغوية، ولدت في 15 أكتوبر 1918 في ماناغوا في نيكاراغوا، وتوفيت في 21 أغسطس 1994.